# إيثر مهلجن

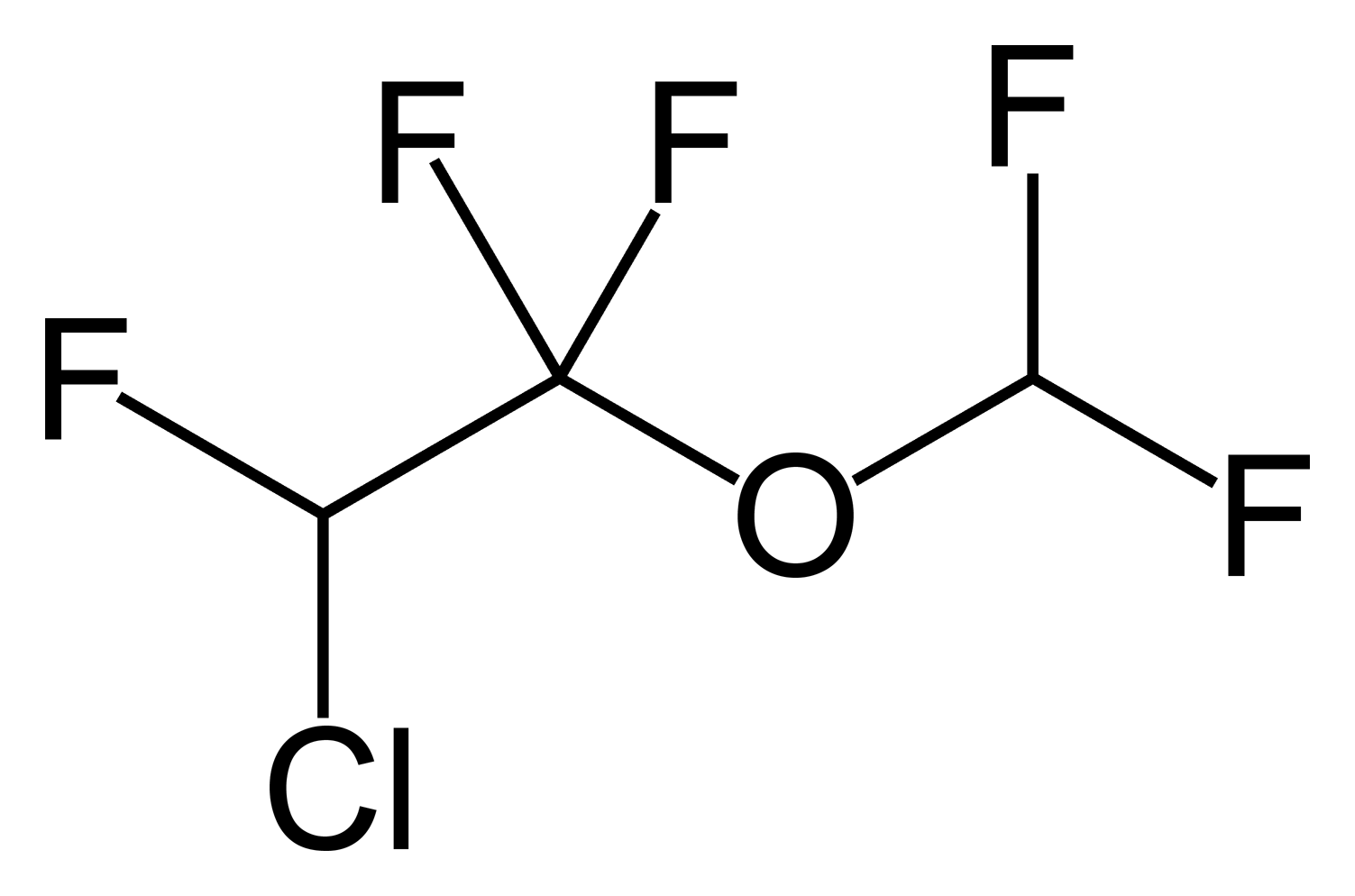

الإيثرات المهلجنة هي مركبات عضوية مكونة من الإيثر وترتبط به ذرات الهالوجين. ويعد الفلوران من أبرز المركبات المشمولة في هذه المركبات.
إضافة إلى الهالوثان وأكسيد النتروجين الثنائي فإن الفلورانات هي أهم المخدرات الاستنشاقية. تمتاز الفلورانات بجزيئية منخفضة وضغط بخار مرتفع ونقطة غليان منخفضة. كزمرة وظيفية فإن فيها جسر إيثر. وهي متعددة الهلجنة. ولها خصائص تنويمية جيدة جداً ومسكنة ضئيلة ومرخية للعضلات ضئيلة متفاوتة فيما بينها. لذلك لا يُنصح بتخدير أحادي في التدخلات المؤلمة؛ ولذلك فإن الفلورانات تُولَّف مع المسكنات (تخدير متوازن). جميع المخدرات الطيارة تؤدي، حسب الجرعة، إلى غياب الوعي ونقص التهوية وانخفاض أو انعدام المنعكسات. الفلورانات عديمة اللون ولا تحترق. رائحتها واخزة وتثير مجاري النفس العليا، فقط السيفوفلوران له رائحة طيبة معتدلة ولذلك فهو المخدر الطيار الوحيد الذي يليق بأن يعطى بالكمامة لبدء التخدير. الفلورانات خاملة ومستقرة أمام الضوء. لا تتفاعل مع المعادن أو المواد الصناعية، إلا أنها قد تحل المواد الصناعية أو مضافاتها جزئياً.
من الفلورانات. والتي يحصل عليها تجارياً كسوائل:
- إنفلوران
- سيفوفلوران
- آيزوفلوران
- ديسفلوران
- ميثوكسيفلوران[1]